# Brigadierul Gerard
Brigadierul Gerard este personajul principal al unei serii de povestiri comice scrise de scriitorul britanic Arthur Conan Doyle. Eroul, Etienne Gerard, este un husar în Armata Franceză în timpul Războaielor napoleoniene. Principala trăsătură de caracter a lui Gerard este vanitatea - el este ferm convins că este cel mai curajos soldat, cel mai mare spadasin, cel mai desăvârșit călăreț și cel mai galant amant din întreaga Franță. Gerard nu greșește mult întrucât el demonstrează un curaj remarcabil în multe ocazii, dar mulțumirea sa de sine îl subminează deseori. Obsedat de onoare și glorie, el este mereu pregătit cu un discurs însuflețitor sau cu o observație galantă față de o doamnă.
În dorința sa de a crea un personaj puternic, Conan Doyle a fost capabil să satirizeze atât punctul de vedere stereotipic englezesc față de francezi, cât și - prezentându-le din punctul de vedere al lui Gerard - manierele și atitudinile englezești.

## Biografie
Gerard povestește întâmplările prin care a trecut din punctul de vedere al unui bătrân militar aflat în retragere la Paris. Aflăm că el s-a născut în Gasconia pe la începutul anilor 1780 (el avea 25 ani în "Cum a cucerit brigadierul Saragosa"); în "Cum s-a dus brigadierul până la Minsk și s-a întors" el participă la o defilare a trupelor înainte de a pleca în Crimeea (1854-5), și aceasta este ultima dată identificabilă din viața sa, deși "Ultima aventură" se petrece mai târziu, când Gerard revine în Gasconia. El se alătură mai întâi Regimentului 2 Husari - husarii din Chamberan - prin  1799, servind ca locotenent și căpitan secund. Ia parte la Marengo în Italia în 1800. Este transferat apoi la Regimentul 3 Husari - husarii din Conflans - în 1807 pe postul de căpitan superior. El vorbește cu accent limba engleză, pe care o învățase de la un ofițer din Regimentul Irlandez al Armatei Franceze. Prin 1810 el este colonel of the 2nd Hussars. El a luptat în Spania, Portugalia, Italia, Germania și Rusia. Este decorat cu Marea Cruce a Legiunii de Onoare de către Napoleon în 1814. Există mai multe discrepanțe în viața sa, în niciuna din povestiri, cu excepția ultimei, nu se spune că este căsătorit. El nu trebuie confundat cu Étienne Maurice Gérard (1777-1852), mareșal și apoi prim-ministru al Franței.

## Povestirile
Povestirile au fost publicate inițial în revista The Strand între decembrie 1894 și septembrie 1903. Ele au fost ulterior cuprinse în două volume: Isprăvile brigadierului Gerard (februarie 1896) și Aventurile lui Gerard (septembrie 1903). Unele dintre titluri au fost schimbate la republicare. Ultima povestire, Căsătoria brigadierului, a fost publicată în septembrie 1910. Toate povestirile au fost publicate în Brigadierul Gerard - seria completă în 1995, inclusiv povestirea O poveste de dragoste la Foreign Office (1894) - o precursoare a povestirilor, dar în care nu apare Gerard.
Deși rar, povestirile brigadierului Gerard continuă să se reediteze. Twin Engine Publishing HB, Barnes & Noble Books, Echo Library și The New York Review of Books sunt unii dintre editorii contemporani. În mai 2008, Penguin Classics a publicat colecția completă de povestiri sub titlul Isprăvile și aventurile brigadierului Gerard ca parte a seriei Read Red.

### Isprăvile brigadierului Gerard
| Titlu                                                   | Publicat        | Observații |
| ------------------------------------------------------- | --------------- | --- |
| Cum și-a câștigat brigadierul medalia                   | decembrie 1894  | Franța, martie 1814. Brigadierul Gerard este trimis de Napoleon cu un mesaj important, prin teritoriul inamic, și a evitat la limită capturarea sa de către trupele rusești și prusace. |
| Cum îl prinde brigadierul pe rege                       | aprilie 1895    | Spania, iulie 1810. Brigadierul Gerard este capturat de partizanii spanioli, dar este salvat de la o moarte sigură de către britanici.                                                  |
| Cum îl prinde regele pe brigadier                       | mai 1895        | Anglia, august 1810. Brigadierul Gerard plănuiește o evadare din închisoarea Dartmoor și este inițiat în tainele pugilismului.                                                          |
| Cum i-a ucis brigadierul pe camarazii din Ajaccio       | iunie 1895      | Paris, după 1807. Brigadierul Gerard îl asistă pe Napoleon la o vendettă. |
| Cum a venit brigadierul la Castelul Gloom               | iulie 1895      | Polonia, februarie 1807. Aflat într-o misiune pentru procurarea de cai, brigadierul Gerard devine implicat într-o afacere de onoare.                                                    |
| Cum luptă brigadierul împotriva mareșalului Millefleurs | august 1895     | Spania, martie 1811. Brigadierul Gerard este temporar aliat cu englezii împotriva unui brigand periculos.                                                                               |
| Cum a fost brigadierul tentat de diavol                 | septembrie 1895 | Paris, aprilie 1814. Brigadierul Gerard și Napoleon duc la capăt o misiune secretă. |
| Cum a jucat brigadierul pentru un regat                 | decembrie 1895  | Germania, martie 1813. Brigadierul Gerard întâlnește naționaliști germani și o femeie înșelătoare.                                                                                      |

### Aventurile lui Gerard
| Titlu                                                    | Publicat       | Observații |
| -------------------------------------------------------- | -------------- | --- |
| Cum a spintecat brigadierul vulpea                       | ianuarie 1900  | Portugalia, decembrie 1810. Trimis într-o operațiune de recunoaștere în spatele liniilor britanice, Brigadierul Gerard se alătură din greșeală unei vânători de vulpi cu rezultate de neiertat. |
| Cum s-a comportat brigadierul la Waterloo                |                | |
| I. Povestea hanului din pădure                           | ianuarie 1902  | Belgia, 18 iunie 1815. În timp ce ducea un mesaj important, brigadierul Gerard pătrunde pe teritoriul inamic.                                                                                   |
| II. Povestea celor nouă cavaleriști prusaci              | februarie 1902 | Belgia, 18 iunie 1815. La retragerea de la Waterloo, Gerard îl atrage pe inamic după el, permițându-i lui Bonaparte să scape.                                                                   |
| Cum a rămas brigadierul fără o ureche                    | august 1902    | Veneția, circa 1805. Colonelul Gerard este implicat într-o afacere cu o doamnă iubitoare și cu niște ucigași italieni.                                                                          |
| Cum a salvat brigadierul o armată                        | noiembrie 1902 | Spania, martie 1811. Brigadierul Gerard are o altă întâlnire neplăcută cu partizanii spanioli.                                                                                                  |
| Cum s-a dus brigadierul până la Minsk și s-a întors      | decembrie 1902 | Rusia, noiembrie 1812. După retragerea de la Moscova, Brigadierul Gerard este trimis pentru a aduce alimente dintr-un depozit. O femeie încântătoare și un cazac ucigaș intervin.               |
| Cum a repurtat brigadierul în Anglia strălucite succese" | martie 1903    | Anglia, octombrie 1810. Brigadierul Gerard le arată englezilor cum să se bată și luptă într-un duel.                                                                                            |
| Cum a cucerit brigadierul Saragosa                       | aprilie 1903   | Spania, 1807. Locotenentul Gerard pătrunde în orașul asediat cu o misiune periculoasă. |
| Ultima aventură a brigadierului Gerard                   | mai 1903       | 1821. Brigadierul Gerard face o călătorie pe mare cu rezultate neașteptate. |

### Alte povestiri
| Titlu                                   | Publicat        | Observații |
| --------------------------------------- | --------------- | --- |
| Căsătoria brigadierului                 | septembrie 1910 | Franța, 1802. Gerard are o întâlnire nefericită cu un taur fioros, care duce la o propunere de căsătorie. (Această poveste a fost scrisă prea târziu pentru a fi inclusă în primele două colecții, dar a fost inclusă în Brigadierul Gerard - seria completă.)                                       |
| O poveste de dragoste la Foreign Office | noiembrie 1894  | Anglia, octombrie 1801. Un agent francez se asigură că Tratatul de la Amiens este semnat în condiții avantajoase. (Aceasta nu este o povestire cu brigadierul Gerard, dar prefigurează seria ca structură, caracter și temă; din acest motiv a fost inclusă în Brigadierul Gerard - seria completă.) |